# Urbanització Club de Golf Peralada
La Urbanització Club de Golf Peralada és un dels nuclis de població que conformen el municipi de Peralada, a l'Alt Empordà, que està situat, com el seu nom ho indica, al club de golf que hi ha en aquesta localitat i que és propietat del Grup Peralada. Té 275 habitants censats, malgrat que és un lloc de segones residències, i dista un quilòmetre del nucli urbà.